# Champions Hockey League 2008-09
Champions Hockey League 2008–09 var den første og eneste sæson af den inkarnation af Champions Hockey League, som blev lanceret i 2008. Turneringen blev arrangeret af International Ice Hockey Federation (IIHF) og havde deltagelse af to hold fra hver af Europas syv bedste ishockeyligaer i henhold til IIHF's ligarangliste, dvs. i alt 14 hold.
Mesterskabet blev vundet af ZSC Lions fra Zürich i Schweiz, som i finalen over to kampe besejrede russiske Metallurg Magnitogorsk med 7-2. Schweizerne opnåede først 2-2 i udekampen i Magnitogorsk, hvorefter de afgjorde finalen på hjemmebane med en sikker 5-0-sejr.

## Hold og format
Turneringen havde deltagelse af 14 hold – to fra hver af de syv bedste europæiske ligaer i henhold til IIHF's ligarangliste: Rusland, Finland, Tjekkiet, Sverige, Slovakiet, Schweiz og Tyskland.
Vinderne af de syv ligaer samt yderlige et hold fra de fire bedste ligaer var direkte kvalificeret til gruppespillet, mens det andet hold fra de tre lavest placerede lande på ranglisten spillede kvalifikation om den sidste ledige plads i gruppespillet. Gruppespillet fik således deltagelse af 12 hold, der blev inddelt i fire grupper med hver tre hold, som spillede alle-mod-alle (ude og hjemme). De fire gruppevindere gik videre til semifinalerne, som blev afviklet over to kampe (ude og hjemme). Vinderne af semifinalerne mødtes i finalen, der ligeledes blev afgjort over to kampe (ude og hjemme).
| Hold                   | Hjemby                     | Kvalificeret som...                                  |
| Gruppespil             | Gruppespil                 | Gruppespil                                           |
| ---------------------- | -------------------------- | ---------------------------------------------------- |
| Metallurg Magnitogorsk | Magnitogorsk, Rusland      | Vinder af IIHF European Champions Cup 2008           |
| Salavat Julajev Ufa    | Ufa, Rusland               | Vinder af Ruslands Superliga 2007-08                 |
| Kärpät                 | Oulu, Finland              | Vinder af SM-liiga 2007-08                           |
| Espoo Blues            | Espoo, Finland             | Slutspilsfinalist i SM-liiga 2007-08                 |
| HC Slavia Praha        | Prag, Tjekkiet             | Vinder af tjekkisk Extraliga 2007-08                 |
| HC Mountfield          | České Budějovice, Tjekkiet | Vinder af tjekkisk Extraligas grundspil 2007-08      |
| HV71                   | Jönköping, Sverige         | Vinder af Elitserien 2007-08                         |
| Linköpings HC          | Linköping, Sverige         | Nr. 2 i Elitseriens grundspil 2007-08                |
| HC Slovan Bratislava   | Bratislava, Slovakiet      | Vinder af slovakisk Extraliga 2007-08                |
| ZSC Lions              | Zürich, Schweiz            | Vinder af Nationalliga A 2007-08                     |
| Eisbären Berlin        | Berlin, Tyskland           | Vinder af Deutsche Eishockey-Liga 2007-08            |
| Kvalifikation          |                            |                                                      |
| HC Košice              | Košice, Slovakiet          | Nr. 2 i slovakisk Extraligas grundspil 2007-08       |
| SC Bern                | Bern, Schweiz              | Vinder af Nationalliga A's grundspil 2007-08         |
| Sinupret Ice Tigers    | Nürnberg, Tyskland         | Vinder af Deutsche Eishockey-Ligas grundspil 2007-08 |

## Resultater

### Kvalifikation
Kvalifikationen blev spillet den 12. – 14. september i Arena Nürnberger Versicherung i Nürnberg, Tyskland, og turneringen havde deltagelse af tre hold fra de ligaer, der var rangeret som nr. 5-7 på IIHF's ligarangliste. De tre hold spillede alle-mod-alle og vinderen, SC Bern, kvalificerede sig til CHL-gruppespillet.
| Dato  | Kamp                            | Res. | Perioder      |
| ----- | ------------------------------- | ---- | ------------- |
| 12.9. | Sinupret Ice Tigers - SC Bern   | 1-4  | 0-0, 1-1, 0-3 |
| 13.9. | SC Bern - HC Košice             | 5-4  | 2-0, 2-3, 1-1 |
| 14.9. | HC Košice - Sinupret Ice Tigers | 3-5  | 0-2, 2-2, 1-1 |

| Kvalifikation       | Kampe | Mål   | Point |
| ------------------- | ----- | ----- | ----- |
| SC Bern             | 2     | 9-5   | 6     |
| Sinupret Ice Tigers | 2     | 6-7   | 3     |
| HC Košice           | 2     | 07-10 | 0     |

### Gruppespil
I gruppespillet deltog de 11 direkte kvalificerede hold sammen med det ene hold fra kvalifikationen. De 12 hold er inddelt i fire grupper med tre hold, hvorfra de fire gruppevindere går videre til semifinalerne. Kampene afvikles på seks spilledage i perioden 8. oktober – 3. december 2008.

#### Gruppe A
| Dato   | Kamp                                     | Res. | Perioder      |
| ------ | ---------------------------------------- | ---- | ------------- |
| 8.10   | Eisbären Berlin - Kärpät                 | 3-2  | 1-1, 1-0, 1-1 |
| 22.10. | Kärpät - Metallurg Magnitogorsk          | 0-2  | 0-1, 0-1, 0-0 |
| 29.10. | Metallurg Magnitogorsk - Eisbären Berlin | 5-2  | 4-0, 0-1, 1-1 |
| 12.11. | Kärpät - Eisbären Berlin                 | 2-3  | 1-0, 0-1, 1-1 |
| 19.11. | Metallurg Magnitogorsk - Kärpät          | 3-1  | 0-0, 2-0, 1-1 |
| 3.12.  | Eisbären Berlin - Metallurg Magnitogorsk | 2-1  | 1-0, 1-1, 0-0 |

| Gruppe A               | Kampe | Mål   | Point |
| ---------------------- | ----- | ----- | ----- |
| Metallurg Magnitogorsk | 4     | 11-50 | 9     |
| Eisbären Berlin        | 4     | 10-10 | 8     |
| Kärpät                 | 4     | 05-11 | 1     |

#### Gruppe B
| Dato   | Kamp                  | Res. | Perioder      |
| ------ | --------------------- | ---- | ------------- |
| 8.10   | HV71 - SC Bern        | 6-2  | 1-0, 2-0, 3-2 |
| 22.10. | SC Bern - Espoo Blues | 1-3  | 0-2, 0-0, 1-1 |
| 29.10. | Espoo Blues - HV71    | 3-2  | 2-1, 0-0, 1-1 |
| 12.11. | SC Bern - HV71        | 7-5  | 1-3, 3-0, 3-2 |
| 19.11. | Espoo Blues - SC Bern | 2-1  | 2-1, 0-0, 0-0 |
| 3.12.  | HV71 - Espoo Blues    | 0-6  | 0-3, 0-1, 0-2 |

| Gruppe B    | Kampe | Mål   | Point |
| ----------- | ----- | ----- | ----- |
| Espoo Blues | 4     | 14-40 | 12    |
| HV71        | 4     | 13-18 | 3     |
| SC Bern     | 4     | 11-16 | 3     |

#### Gruppe C
| Dato   | Kamp                                       | Res. | Perioder      |
| ------ | ------------------------------------------ | ---- | ------------- |
| 8.10   | Salavat Julajev Ufa - HC Mountfield        | 7-1  | 1-0, 3-0, 3-1 |
| 22.10. | HC Mountfield - HC Slovan Bratislava       | 5-2  | 1-0, 2-1, 2-1 |
| 29.10. | HC Slovan Bratislava - Salavat Julajev Ufa | 2-4  | 1-0, 1-3, 0-1 |
| 12.11. | HC Mountfield - Salavat Julajev Ufa        | 0-3  | 0-2, 0-1, 0-0 |
| 19.11. | HC Slovan Bratislava - HC Mountfield       | 5-3  | 3-0, 0-0, 2-3 |
| 3.12.  | Salavat Julajev Ufa - HC Slovan Bratislava | 8-2  | 1-1, 4-1, 3-0 |

| Gruppe C             | Kampe | Mål   | Point |
| -------------------- | ----- | ----- | ----- |
| Salavat Julajev Ufa  | 4     | 22-50 | 12    |
| HC Mountfield        | 4     | 09-17 | 3     |
| HC Slovan Bratislava | 4     | 11-20 | 3     |

#### Gruppe D
| Dato   | Kamp                            | Res. | Perioder      |
| ------ | ------------------------------- | ---- | ------------- |
| 8.10   | HC Slavia Praha - Linköpings HC | 4-2  | 2-1, 1-1, 1-0 |
| 22.10. | Linköpings HC - ZSC Lions       | 2-7  | 2-2, 0-2, 0-3 |
| 29.10. | ZSC Lions - HC Slavia Praha     | 4-5  | 0-1, 1-1, 3-2 |
| 12.11. | Linköpings HC - HC Slavia Praha | 4-5  | 0-2, 3-1, 1-2 |
| 19.11. | ZSC Lions - Linköpings HC       | 4-3  | 1-1, 2-1, 1-1 |
| 3.12.  | HC Slavia Praha - ZSC Lions     | 1-5  | 0-1, 1-0, 0-4 |

| Gruppe D        | Kampe | Mål   | Point |
| --------------- | ----- | ----- | ----- |
| ZSC Lions       | 4     | 20-11 | 10    |
| HC Slavia Praha | 4     | 15-15 | 8     |
| Linköpings HC   | 4     | 11-20 | 0     |

### Semifinaler
Semifinalerne har deltagelse af de fire gruppevindere fra gruppespillet og afvikles over to kampe (ude og hjemme). Eftersom to hold fra samme land (Rusland) kvalificerede sig til semifinalerne, blev de to hold parret i samme semifinale, således at man var sikker på at finalisterne kom fra to forskellige lande.
| Dato                                     | Kamp                                         | Res. | Perioder      |
| ---------------------------------------- | -------------------------------------------- | ---- | ------------- |
| 10.12.                                   | Metallurg Magnitogorsk - Salavat Julajev Ufa | 1-2  | 0-0, 0-2, 1-0 |
| 7.1.                                     | Salavat Julajev Ufa - Metallurg Magnitogorsk | 1-3  | 0-0, 1-0, 0-3 |
| Metallurg Magnitogorsk vinder 4-3 samlet |                                              |      |               |
| 10.12.                                   | ZSC Lions - Espoo Blues                      | 6-3  | 1-0, 3-2, 2-1 |
| 7.1.                                     | Espoo Blues - ZSC Lions                      | 1-4  | 0-2, 1-0, 0-2 |
| ZSC Lions vinder 10-4 samlet             |                                              |      |               |

### Finale
| Dato                        | Kamp                               | Res. | Perioder      |
| --------------------------- | ---------------------------------- | ---- | ------------- |
| 21.1.                       | Metallurg Magnitogorsk - ZSC Lions | 2-2  | 0-2, 0-0, 2-2 |
| 28.1.                       | ZSC Lions - Metallurg Magnitogorsk | 5-0  | 1-0, 1-0, 3-0 |
| ZSC Lions vinder 7-2 samlet |                                    |      |               |